# Arroyo del Sauce (Arapey)
El arroyo del Sauce es un curso de agua uruguayo que atraviesa el departamento de  Salto perteneciente a la cuenca hidrográfica del Río de la Plata.
Nace en la Cuchilla de las Cañas y desemboca en el río Arapey Grande tras recorrer alrededor de  33 km.